# Hoquei pista
L'hoquei pista és un esport d'equip, practicat en pista coberta a tot el món. L'objectiu del joc és ficar una pilota plàstica en la porteria contrària utilitzant un bastó lleuger. Els dos equips tenen cinc jugadors i un porter a la pista. Les regles són similars a les de l'hoquei sobre gel i bandy, encara que amb algunes diferències evidents. És un joc ràpid, i és popular com un esport competitiu així com per mantenir la forma física. No hi ha violència.
El joc es va inventar a Suècia a finals de la dècada de 1960. Les regles bàsiques es van establir l'any 1979 quan es va fundar a Suècia el primer club d'hoquei pista del món, anomenat Sala IBK. Les regles oficials dels partits es van redactar per primera vegada el 1981.
L'esport està organitzat internacionalment per la Federació Internacional d'Hoquei Pista (International Floorball Federation). El 2019 hi havia uns 377.000 jugadors d'Hoquei Pista registrats a tot el món, que el 2014 van arribar als 300.000.

## Història
L'hoquei pista té els seus orígens a Europa durant la segona meitat del segle xx. Va sorgir com una pràctica derivada de l'hoquei gel. S'utilitzava en els col·legis perquè no era tan perillós com l'hoquei gel, i a més no calien patins ni pista de gel. Ràpidament aquest esport es va difondre per tot el continent. El 1962 es va celebrar a Michigan el primer campionat d'hoquei pista; es va difondre als Estats Units gràcies a uns estudiants suecs, que el van veure jugar a Holanda. A partir d'aquest moment es produeix el boom d'aquest esport sent-ne França l'impulsor. A Espanya es va introduir gràcies als col·legis i instituts que van incloure aquest esport en la seva programació. Les normes foren redactades en 1981.
A nivell internacional, quatre països han dominat aquest esport des de la creació de la IFF (Federació Internacional d'Hoquei Pista) en 1986: República Txeca, Suècia, Finlàndia i Suïssa. La competició internacional més important és el Campionat del Món, que se celebra cada dos anys: des de 1996 i en els anys parells en categoria masculina, i des de 1997 i en els anys imparells en categoria femenina. Suècia es va proclamar Campió del Món en categoria masculina en l'edició de 2006 celebrada a Suècia, mentre que Suïssa va fer el propi en categoria femenina, en el Campionat del Món que va tenir lloc a Singapur el 2005. La popularitat de l'hoquei pista va creixent en molts altres països d'Europa i altres parts del món. El 2006, la Federació Internacional de l'Hoquei Pista (IFF) comptava amb les federacions i associacions nacionals de 37 països.

## Mesures del camp i útils de joc
L'hoquei pista es juga en un espai rectangular de dos tipus de dimensions: 
Menors de 16 anys: El terreny és de 24 metres de llarg per 15 d'ample. L'àrea de la porteria és de 3 metres d'ample per 4 metres de llarg.
Majors de 16 anys: El terreny és de 40 metres de llarg per 20 d'ample. L'àrea de la porteria és de 4 metres d'ample per 5 metres de llarg. El terreny, pla, està tot ell envoltat per una vorada de mig metre d'alçada amb el qual es pot jugar. Dins del terreny hi ha dues porteries, situades a cada extrem del camp, les mesures són 210 cm d'ample, 188 cm d'alçada i 65 cm de profunditat.

Les dimensions d'un camp d'unihockey

Els sticks són de plàstic dur, resistent, i el pal no sobrepassa els 1,23 cm i té menys de 100cm, el seu diàmetre és de 6,6 cm. Té un pes de 480 gr. Tots els jugadors tenen excepte el porter.
La bola ha de ser rodona, buida, blanca, de plàstic, amb 26 forats, un diàmetre de 8.9 cm. i un pes de 55 grams. La pilota moderna es diu bolaqueso.

## Equips i desenvolupament del joc
Es juga amb 5 jugadors de camp i un porter en cada equip. Els jugadors de camp jugaran amb estic i el porter sense. El porter no podrà sortir de la zona de gol però pot tocar la bola amb qualsevol part del cos. S'inicia el partit tocant la bola al mig del camp, i tirant cap endavant. Es pot substituir jugadors en qualsevol moment. La durada del partit són tres períodes de 20 minuts, amb descansos de 10 minuts entre cada període. L'objectiu d'aquest esport és introduir la bola, colpejant amb l'estic dins de la porteria contrària, aconseguint així un gol. Guanya l'equip que aconsegueixi més gols.
Normes bàsiques. Es poden substituir jugadors en qualsevol moment, sense limitacions de vegades, havent de deixar el terreny el jugador reemplaçat abans que el reemplaçant.
La trobada dura: 
- Menors de 16 anys: 2 períodes de 20 minuts amb 5 minuts de descans.
- Majors de 16 anys: 3 períodes de 20 minuts amb 5 minuts de descans entre cada període.

S'inicia el partit tocant una bola en el mig camp i traient cap endavant. S'interromp el temps o per al cronòmetre en les següents circumstàncies: pilota trencada, lesió, gol i penal. Quan s'atura el joc es torna a jugar fent un servei neutral en el lloc on estava la bola quan es va parar el joc.

## Principals regles del joc
- El porter no pot tenir la bola més de 3 segons.
- Quan es llança un cop franc els oponents han de situar-se a 3m de la bola.
- Si la bola surt fora del rink, és a dir, fora on hi ha les tanques que es col·loquen al voltant del camp, l'altre equip pot continuar el joc a 1m del punt per on va sortir.
- La bola pot ser colpejada amb el peu però només una vegada i sense passar-li a cap company.
- Es pot jugar la bola en l'aire sempre que sigui sota el nivell dels genolls.
- No es pot entrar en contacte físic amb el contrari en absolut.
- No es permet el joc sense stick. (Massa evident).
- Està permès: Prendre la bola a un adversari sense colpejar el seu estic. Ficar l'estic a l'àrea de gol.
- No està permès: Entrar a l'àrea petita de la porteria si s'és un defensor. Moure la porteria per evitar un gol.

Després de marcar un gol el joc es reinicia amb un face-off al centre del camp. Els penals s'executen com en hoquei sobre gel. El jugador pot avançar amb la bola des del centre del camp i disparar o intentar regatejar el porter. No està permès que la bola retrocedeixi ni s'aturi un cop posada en moviment.